# Zeki Amdouni
Mohamed Zeki Amdouni (Ginevra, 4 dicembre 2000) è un calciatore svizzero con cittadinanza turca di origini tunisine, attaccante del Burnley e della nazionale svizzera.

## Biografia
Amdouni è nato in Svizzera da padre turco e madre tunisina.

## Carriera

### Club
Cresciuto nel settore giovanile dell'Étoile Carouge, ha esordito in prima squadra il 4 novembre 2017 disputando l'incontro di 1ª Lega vinto 3-0 contro l'Echallens.
Dopo due stagioni trascorse nella quarta divisione svizzera con la maglia dell'Étoile Carouge, il 1º luglio 2019 viene acquistato dallo Stade Lausanne-Ouchy, formazione della seconda divisione svizzera. Nel luglio 2021, firma un contratto con il Losanna. Il 24 luglio successivo, ha esordito nella massima serie svizzera, giocando l'incontro perso in casa per 1-2 contro il San Gallo.
Il 24 giugno 2022 si trasferisce in prestito biennale con diritto di riscatto al Basilea, con cui debutta in campionato il 16 luglio successivo in un pareggio per 1-1 contro il Winterthur. A fine stagione, dopo aver totalizzato 22 reti in 52 presenze tra campionato, coppa e competizioni UEFA, viene riscattato per 4 milioni di euro dal club rossoblù.
Il 19 luglio 2023 viene acquistato dal Burnley a titolo definitivo per circa 16 milioni di euro. Il 29 agosto 2024 il giocatore rossocrociato viene girato in prestito per un anno al club portoghese del Benfica.

### Nazionale
Il 27 settembre 2022, dopo aver precedentemente giocato sia nelle nazionali giovanili turche che in quelle svizzere, esordisce nella nazionale maggiore svizzera nel successo per 2-1 contro la Rep. Ceca. Il 25 marzo 2023, alla seconda presenza con la selezione elvetica, realizza il suo primo gol nel successo per 0-5 in casa della Bielorussia.

## Statistiche

### Presenze e reti nei club
Statistiche aggiornate al 30 giugno 2025.
| Stagione                    | Squadra                     | Campionato                  | Campionato | Campionato | Coppe nazionali | Coppe nazionali | Coppe nazionali | Coppe continentali | Coppe continentali | Coppe continentali | Altre coppe | Altre coppe | Altre coppe | Totale | Totale |
| Stagione                    | Squadra                     | Comp                        | Pres       | Reti       | Comp            | Pres            | Reti            | Comp               | Pres               | Reti               | Comp        | Pres        | Reti        | Pres   | Reti   |
| --------------------------- | --------------------------- | --------------------------- | ---------- | ---------- | --------------- | --------------- | --------------- | ------------------ | ------------------ | ------------------ | ----------- | ----------- | ----------- | ------ | ------ |
| 2017-2018                   | Étoile Carouge              | 1L                          | 13         | 4          |                 | -               | -               |                    | -                  | -                  |             | -           | -           | 13     | 4      |
| 2018-2019                   | Étoile Carouge              | 1L                          | 25+4       | 10+4       |                 | -               | -               |                    | -                  | -                  |             | -           | -           | 29     | 14     |
| Totale Étoile Carouge       | Totale Étoile Carouge       | Totale Étoile Carouge       | 38+4       | 14+4       |                 | -               | -               |                    | -                  | -                  |             | -           | -           | 42     | 18     |
| 2019-2020                   | Stade Lausanne-Ouchy        | ChL                         | 24         | 3          | CS              | 3               | 1               |                    | -                  | -                  |             | -           | -           | 27     | 4      |
| 2020-2021                   | Stade Lausanne-Ouchy        | ChL                         | 32         | 11         | CS              | 1               | 0               |                    | -                  | -                  |             | -           | -           | 33     | 11     |
| Totale Stade Lausanne-Ouchy | Totale Stade Lausanne-Ouchy | Totale Stade Lausanne-Ouchy | 56         | 14         |                 | 4               | 1               |                    | -                  | -                  |             | -           | -           | 60     | 15     |
| 2021-2022                   | Losanna                     | ASL                         | 34         | 12         | CS              | 4               | 3               |                    | -                  | -                  |             | -           | -           | 38     | 15     |
| 2022-2023                   | Basilea                     | SL                          | 32         | 12         | CS              | 3               | 3               | UECL               | 17                 | 7                  |             | -           | -           | 52     | 22     |
| 2023-2024                   | Burnley                     | PL                          | 34         | 5          | FACup+CdL       | 1+2             | 0+1             |                    | -                  | -                  |             | -           | -           | 37     | 6      |
| lug.-ago. 2024              | Burnley                     | FLC                         | 2          | 1          | FACup+CdL       | 0+0             | 0+0             | -                  | -                  | -                  | -           | -           | -           | 2      | 1      |
| Totale Burnley              | Totale Burnley              | Totale Burnley              | 36         | 6          |                 | 3               | 1               |                    | -                  | -                  |             | -           | -           | 39     | 7      |
| 2024-2025                   | Benfica                     | PL                          | 24         | 7          | CP+CdL          | 6+2             | 1+0             | UCL                | 11                 | 1                  | -           | -           | -           | 43     | 9      |
| Totale carriera             | Totale carriera             | Totale carriera             | 224        | 69         |                 | 22              | 9               |                    | 28                 | 8                  |             | -           | -           | 274    | 86     |

### Cronologia presenze e reti in nazionale
| Cronologia completa delle presenze e delle reti in nazionale ― Svizzera | Cronologia completa delle presenze e delle reti in nazionale ― Svizzera | Cronologia completa delle presenze e delle reti in nazionale ― Svizzera | Cronologia completa delle presenze e delle reti in nazionale ― Svizzera | Cronologia completa delle presenze e delle reti in nazionale ― Svizzera | Cronologia completa delle presenze e delle reti in nazionale ― Svizzera | Cronologia completa delle presenze e delle reti in nazionale ― Svizzera | Cronologia completa delle presenze e delle reti in nazionale ― Svizzera |
| Data                                                                    | Città                                                                   | In casa                                                                 | Risultato                                                               | Ospiti                                                                  | Competizione                                                            | Reti                                                                    | Note                                                                    |
| ----------------------------------------------------------------------- | ----------------------------------------------------------------------- | ----------------------------------------------------------------------- | ----------------------------------------------------------------------- | ----------------------------------------------------------------------- | ----------------------------------------------------------------------- | ----------------------------------------------------------------------- | ----------------------------------------------------------------------- |
| 27-9-2022                                                               | San Gallo                                                               | Svizzera                                                                | 2 – 1                                                                   | Rep. Ceca                                                               | UEFA Nations League 2022-2023 - 1º turno                                | -                                                                       | 79’                                                                     |
| 25-3-2023                                                               | Novi Sad                                                                | Bielorussia                                                             | 0 – 5                                                                   | Svizzera                                                                | Qual. Euro 2024                                                         | 1                                                                       | 58’                                                                     |
| 28-3-2023                                                               | Carouge                                                                 | Svizzera                                                                | 3 – 0                                                                   | Israele                                                                 | Qual. Euro 2024                                                         | 1                                                                       | 68’                                                                     |
| 16-6-2023                                                               | Andorra la Vella                                                        | Andorra                                                                 | 1 – 2                                                                   | Svizzera                                                                | Qual. Euro 2024                                                         | 1                                                                       | 61’                                                                     |
| 19-6-2023                                                               | Lucerna                                                                 | Svizzera                                                                | 2 – 2                                                                   | Romania                                                                 | Qual. Euro 2024                                                         | 2                                                                       | 59’                                                                     |
| 9-9-2023                                                                | Pristina                                                                | Kosovo                                                                  | 2 – 2                                                                   | Svizzera                                                                | Qual. Euro 2024                                                         | -                                                                       | 63’                                                                     |
| 12-9-2023                                                               | Sion                                                                    | Svizzera                                                                | 3 – 0                                                                   | Andorra                                                                 | Qual. Euro 2024                                                         | -                                                                       | 66’                                                                     |
| 15-10-2023                                                              | San Gallo                                                               | Svizzera                                                                | 3 – 3                                                                   | Bielorussia                                                             | Qual. Euro 2024                                                         | 1                                                                       | 62’                                                                     |
| 15-11-2023                                                              | Felcsút                                                                 | Israele                                                                 | 1 – 1                                                                   | Svizzera                                                                | Qual. Euro 2024                                                         | -                                                                       | 69’                                                                     |
| 18-11-2023                                                              | Basilea                                                                 | Svizzera                                                                | 1 – 1                                                                   | Kosovo                                                                  | Qual. Euro 2024                                                         | -                                                                       | 75’                                                                     |
| 21-11-2023                                                              | Bucarest                                                                | Romania                                                                 | 1 – 0                                                                   | Svizzera                                                                | Qual. Euro 2024                                                         | -                                                                       | 62’                                                                     |
| 23-3-2024                                                               | Copenaghen                                                              | Danimarca                                                               | 0 – 0                                                                   | Svizzera                                                                | Amichevole                                                              | -                                                                       | 65’                                                                     |
| 26-3-2024                                                               | Dublino                                                                 | Irlanda                                                                 | 0 – 1                                                                   | Svizzera                                                                | Amichevole                                                              | -                                                                       |                                                                         |
| 4-6-2024                                                                | Lucerna                                                                 | Svizzera                                                                | 4 – 0                                                                   | Estonia                                                                 | Amichevole                                                              | 1                                                                       | 46’                                                                     |
| 8-6-2024                                                                | San Gallo                                                               | Svizzera                                                                | 1 – 1                                                                   | Austria                                                                 | Amichevole                                                              | -                                                                       | 67’                                                                     |
| 15-6-2024                                                               | Colonia                                                                 | Ungheria                                                                | 1 – 3                                                                   | Svizzera                                                                | Euro 2024 - 1º turno                                                    | -                                                                       | 68’                                                                     |
| 19-6-2024                                                               | Colonia                                                                 | Scozia                                                                  | 1 – 1                                                                   | Svizzera                                                                | Euro 2024 - 1º turno                                                    | -                                                                       | 86’                                                                     |
| 23-6-2024                                                               | Francoforte sul Meno                                                    | Svizzera                                                                | 1 – 1                                                                   | Germania                                                                | Euro 2024 - 1º turno                                                    | -                                                                       | 65’                                                                     |
| 6-7-2024                                                                | Düsseldorf                                                              | Inghilterra                                                             | 1 – 1 dts (5 - 3 dtr)                                                   | Svizzera                                                                | Euro 2024 - Quarti di finale                                            | -                                                                       | 118’                                                                    |
| 5-9-2024                                                                | Copenaghen                                                              | Danimarca                                                               | 2 – 0                                                                   | Svizzera                                                                | UEFA Nations League 2024-2025 - 1º turno                                | -                                                                       | 90+1’                                                                   |
| 8-9-2024                                                                | Ginevra                                                                 | Svizzera                                                                | 1 – 4                                                                   | Spagna                                                                  | UEFA Nations League 2024-2025 - 1º turno                                | 1                                                                       |                                                                         |
| 12-10-2024                                                              | Leskovac                                                                | Serbia                                                                  | 2 – 0                                                                   | Svizzera                                                                | UEFA Nations League 2024-2025 - 1º turno                                | -                                                                       | 70’                                                                     |
| 15-10-2024                                                              | San Gallo                                                               | Svizzera                                                                | 2 – 2                                                                   | Danimarca                                                               | UEFA Nations League 2024-2025 - 1º turno                                | 1                                                                       | 89’                                                                     |
| 15-11-2024                                                              | Zurigo                                                                  | Svizzera                                                                | 1 – 1                                                                   | Serbia                                                                  | UEFA Nations League 2024-2025 - 1º turno                                | 1                                                                       |                                                                         |
| 18-11-2024                                                              | Santa Cruz de Tenerife                                                  | Spagna                                                                  | 3 – 2                                                                   | Svizzera                                                                | UEFA Nations League 2024-2025 - 1º turno                                | -                                                                       | 46’                                                                     |
| 7-6-2025                                                                | Salt Lake City                                                          | Messico                                                                 | 2 – 4                                                                   | Svizzera                                                                | Amichevole                                                              | 1                                                                       | 62’                                                                     |
| 10-6-2025                                                               | Nashville                                                               | Stati Uniti                                                             | 0 – 4                                                                   | Svizzera                                                                | Amichevole                                                              | -                                                                       | 72’                                                                     |
| Totale                                                                  |                                                                         | Presenze                                                                | 27                                                                      |                                                                         | Reti                                                                    | 11                                                                      |                                                                         |

## Palmarès

### Club
- Coppa di Lega portoghese: 1

Benfica: 2024-2025

### Individuale
- Capocannoniere della UEFA Europa Conference League: 1

2022-2023 (7 reti, ex aequo con Arthur Cabral)